# Nise da Silveira
Nise da Silveira (15. února 1905, Maceió – 30. října 1999, Rio de Janeiro) byla brazilská psycholožka, představitelka jungovské psychologie.
Po absolvování lékařské školy v Bahii v roce 1926 (jediná žena ze 157 mužů) se věnovala psychiatrii a zavádění jungovské psychologie na brazilskou půdu. V roce 1952 založila Muzeum obrazů nevědomí v Rio de Janeiro. O několik let později, v roce 1956, založila Casa das Palmeiras (Palmový dům), kliniku, na niž mohli docházet bývalí pacienti psychiatrických zařízení a být každodenně léčeni jako ambulantní pacienti, mimo jiné za pomoci arteterapie. Byla také průkopníkem v hledání emocionálních vztahů mezi pacienty a zvířaty, která nazývala „spoluterapeuty“.
V roce 1995 získala vyznamenání Ordem do Mérito Cultural udělované brazilským ministerstvem kultury. Její život a dílo byly vylíčeny v brazilském filmu Nise: Srdce šílenství (2015), který režíroval Roberto Berliner.